# Stenus
Stenus Latreille, 1797 è un genere di coleotteri della famiglia Staphylinidae.
È uno dei generi più grandi del regno animale, con circa 2700 specie diffuse per tutto il mondo. Solo l'altro genere di coleotteri buprestidi Agrilus è comparabile per dimensioni.

## Caratteristiche
Sono coleotteri predatori di collemboli e altri piccoli artropodi. Gli adulti hanno un labium sporgente con punta appiccicosa atta a trattenere le prede. Per ovviare alla rapida fuga cui si danno i collemboli quando minacciati, il labium si protrude ad alta velocità (da 1 a 3 millisecondi in Stenus comma) per pressione emolinfatica, e immediatamente si retrae (da 30 a 40 millisecondi in Stenus comma), portando la preda verso le mandibole. Tuttavia il labium non si attacca facilmente a prede ricoperte di scaglie, setole, o di corporatura grande. Per queste tipologie di preda gli Stenus attaccano direttamente con le mandibole.
Le specie di Stenus sono anche note per scivolare sulla superficie dell'acqua: le secrezioni della ghiandola pigidiale fungono da tensioattivi e spingono rapidamente il coleottero in avanti, un fenomeno noto come effetto Marangoni. È stato misurato che Stenus comma raggiunge una velocità di 0,75 m/s e, in presenza di secrezione continua, può coprire una distanza di 15 metri.

## Distribuzione
Le oltre 2700 specie coprono per diffusione il mondo intero.

## Tassonomia
Attualmente, a dicembre 2021, le specie sono suddivise nei seguenti sottogeneri:
1. Hemistenus (Stenus) Motschulsky, 1860
2. Hypostenus (Stenus) Rey, 1884
3. Metatesnus (Stenus) Ádám, 2001
4. Stenus (Stenus) Latreille, 1797
5. Tesnus (Stenus) Rey, 1884